# Wildenau (Steinberg)
Wildenau (vogtländisch Wilaa; (Willae)) ist seit 1994 ein Ortsteil der Gemeinde Steinberg.

## Geographische Lage

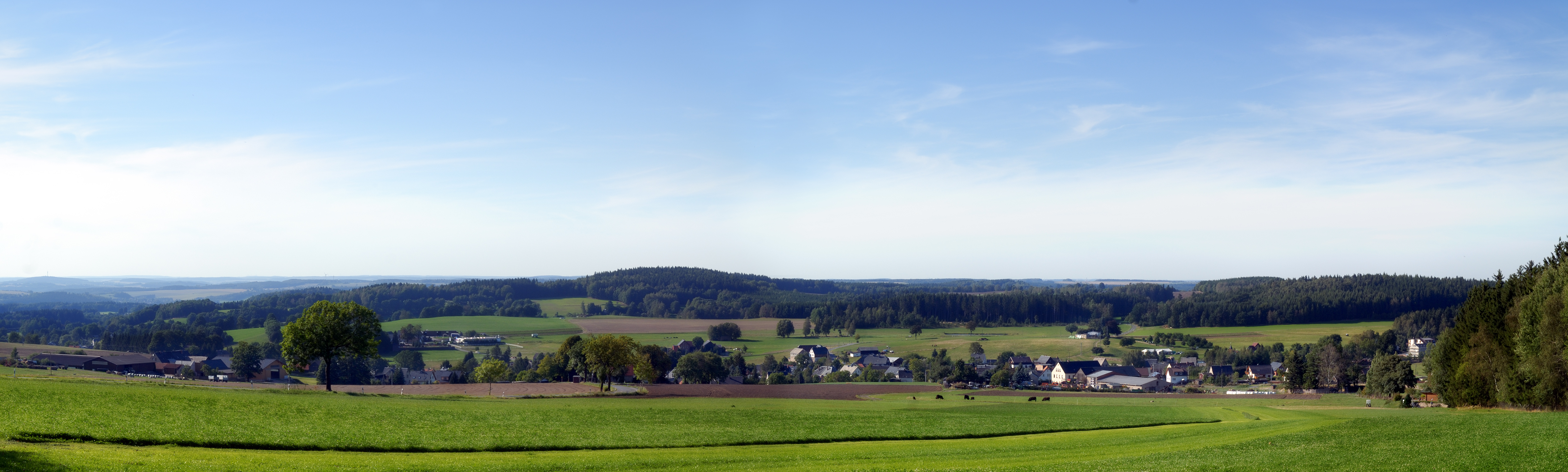
Panorama von Wildenau

Wildenau liegt im Osten des Vogtlandkreises, welcher mit dem sächsischen Vogtland identisch ist. Östlich des Ortes entspringt der Plohnbach, der größte Zufluss der Göltzsch. Im Süden von Wildenau liegt der Steinberg (659 m ü.NN). An der Straße von Wildenau nach Rodewisch kurz vor der Gemeindegrenze liegen auf Wildenauer Gebiet die Merlesteiche.

## Nachbarorte
|                                  | Stangengrün                                 |                        |
| Rodewisch (Ortsteil Röthenbach)  | Kompassrose, die auf Nachbargemeinden zeigt | Herlagrün, Obercrinitz |
| Rodewisch (Ortslage Georgengrün) | Steinberg                                   | Rothenkirchen          |

## Geschichte

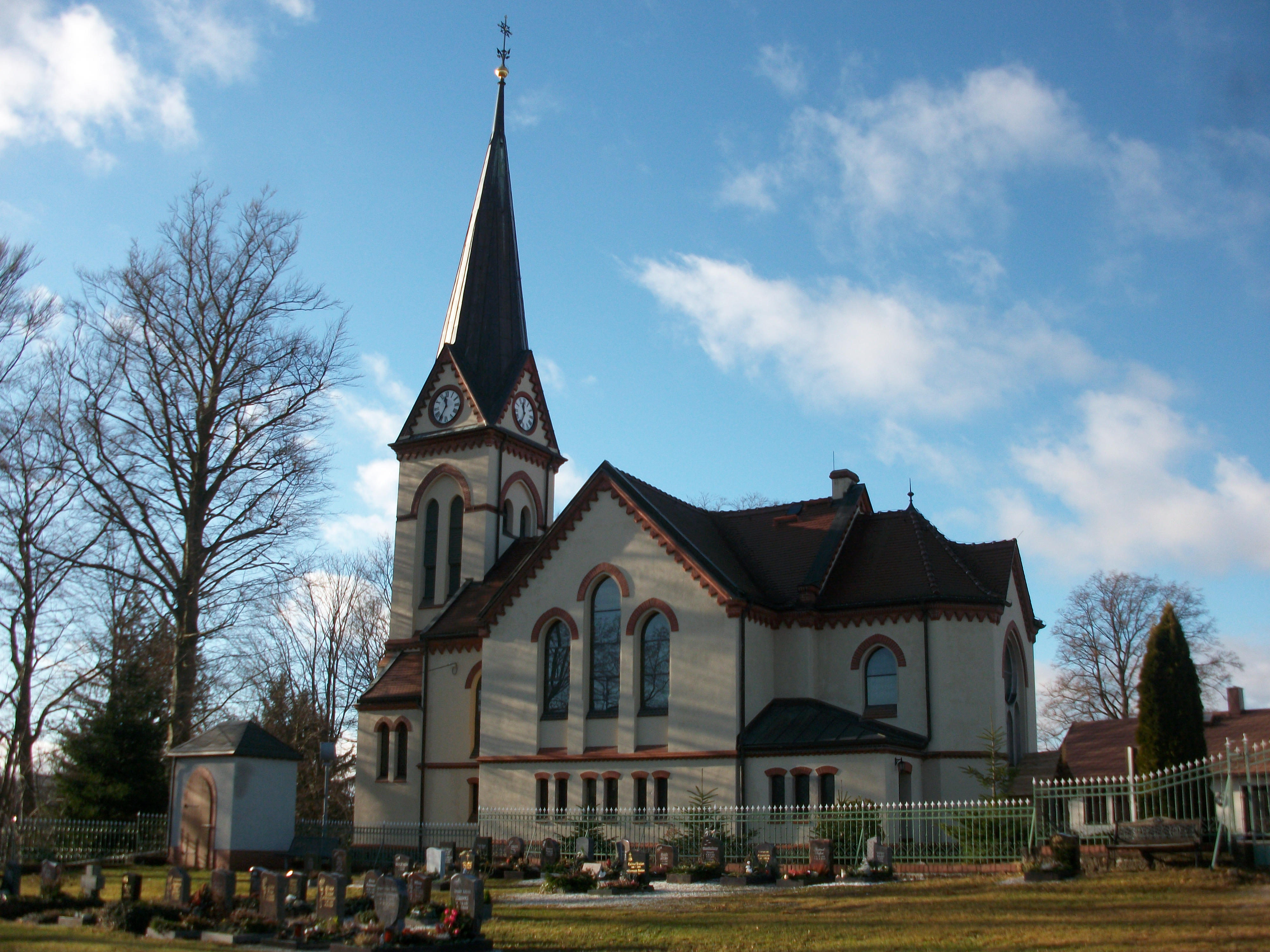
Kreuzkirche Wildenau

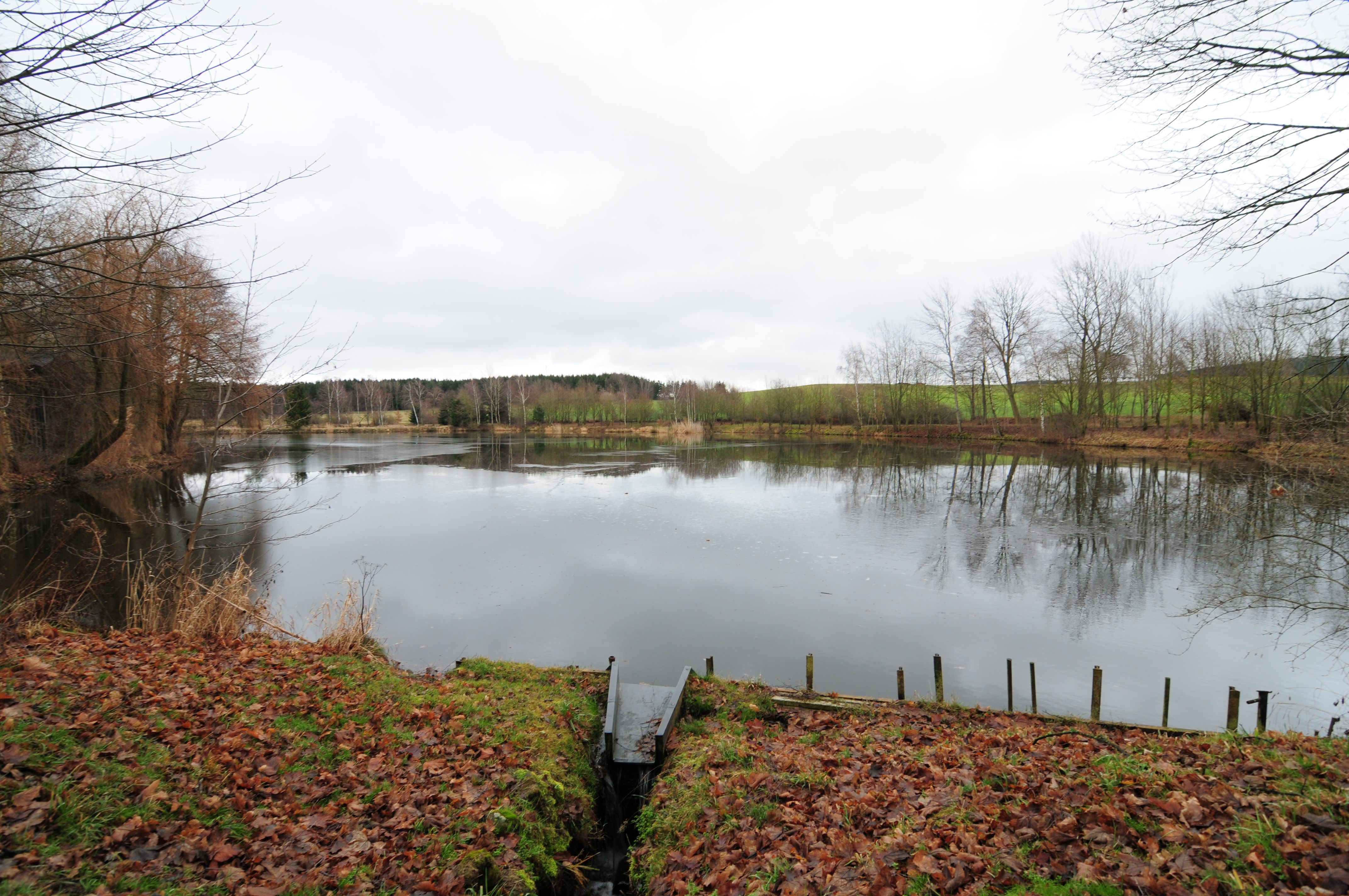
Nordwestlich von Wildenau befinden sich die Riedelsteiche

Die Gemeinde Wildenau wurde um 1200 von fränkischen und oberpfälzischen Bauern gegründet. Die erste Erwähnung des Ortes erfolgte 1413 in einer Urkunde von Burggraf Albrecht von Leisnig. Damals wurde der Ort noch mit „Tzu Wildenaw“ bezeichnet. Im Laufe der Zeit gab es verschiedene Namensformen: „Wildenaw“ (1459), „Villa Wildenaw“ (1460), „Wildenau“ (1533).
Wildenau gehörte ursprünglich zur Herrschaft Auerbach und später zum vogtländischen Amt Plauen. Die Kirchgemeinde Wildenaus war zweigeteilt: Die sogenannte Frohnseite (südwestliche Dorfhälfte) war seit 1589 zu Rodewisch eingepfarrt, während die Freiseite zur Parochie Stangengrün gehörte. Der gesamte Ort war den „Rittergüter[n] Plohn Oberen und Unteren Theils unterthänig“. 1842 schrieb der Rodewischer Pfarrer Thomas in der „Kirchengalerie, als zwölfte Abtheilung das Voigtland“: „zählt der hierher gehörige Theil von Wildenau [Frohnseite] von Wildenau 6 halbe und 7 Viertelhöfe mit noch 27 Häusern, und im Ganzen 40 Feuerstätten, während das hiesige Kirchenbuch im Jahre 1714 nur erst deren 20 zählte. Die Anzahl der hier eingefarrten [sic!] mag gegen 250 Personen betragen.“
1842 wurde die alte Schule gebaut. 1897 wurde die Kirchgemeinde Wildenau als Filiale von Stangengrün eigenständig. Ein Jahr später wurde die Kirche geweiht. Auf dem Steinberg begann 1903 der Bau eines Turmes. 1908 erhielt Wildenau eine eigene Schule.
Nach dem Ende des Zweiten Weltkrieges war der Ort bis Juni 1945 zunächst amerikanisch besetzt. Der Nachbarort Röthenbach wurde am 1. Juli 1950 nach Wildenau eingemeindet, 1957 aber wieder von Wildenau getrennt. Die Schulen beider Orte vereinigte man 1951. Der Ortsteil Herlagrün, welcher bisher zu Wildenau gehörte, kam 1952 zu Obercrinitz. Der Ort gehörte zum Kreis Auerbach.
Im Zuge der sächsischen Gemeindegebietsreform erfolgte 1994 der freiwillige Zusammenschluss der Gemeinden Rothenkirchen, Wernesgrün und Wildenau zur Gemeinde Steinberg. Die Unterzeichnung der Urkunde fand auf dem Steinberg auf Wildenauer Flur statt. 2007 konnte nach umfangreichen Bauarbeiten die „Berggaststätte Steinberg“ wiedereröffnet werden.

### Einwohnerstatistik
1557 lebten in Wildenau 26 besessene Mann, 1 Häusler und 4 Inwohner; 1764 waren es 31 besessene Mann, 3 Gärtner und 26 Häusler.
| Jahr            | 1834 | 1871 | 1890 | 1910 | 1925 | 1939 | 1946 | 1950 | 1964 | 1990 |
| --------------- | ---- | ---- | ---- | ---- | ---- | ---- | ---- | ---- | ---- | ---- |
| Einwohnerzahlen | 516  | 540  | 638  | 761  | 787  | 818  | 926  | 945  | 764  | 565  |

1910 war Wildenau unter den 69 Kommunen der Amtshauptmannschaft Auerbach auf Rang 39 der Einwohnerstatistik. 1925 lebten im Ort 629 Lutheraner, 10 Katholiken und 110 andersgläubige.

## Religionen
Die ev.-luth. Kirchgemeinde im Ort gehört im Unterschied zu den Gemeinden in den anderen beiden Steinberger Ortsteilen nicht zur Ephorie Auerbach, sondern bildet ein Kirchspiel mit den Nachbargemeinden in Stangengrün und Obercrinitz innerhalb der Ephorie Zwickau.

## Wirtschaft und Verkehr
Durch den Ort führt die Staatsstraße 280.
Wildenau ist über die vertaktete RufBus-Linie 65 des Verkehrsverbunds Vogtland nach Rodewisch erschlossen.
Auf Wildenauer Flur liegt der Steinbruch Röthenbach, der auch näher am Ort Röthenbach liegt als an Wildenau.

## Sport
Im Ort ist mit dem SV 08 Wildenau ein Fußballverein ansässig. In Wildenau gibt es ein Freibad.

## Sehenswürdigkeiten
Auf dem Gebiet von Wildenau liegt der 1903 eingeweihte Steinbergturm auf dem Steinberg. Zudem existiert ein Denkmal zu Ehren Toter von Krieg und Gewaltherrschaft.
Die Schwedenfichte bei Wildenau stellt ein Naturdenkmal dar. Besonderheit dieser Fichte sind die kandelaberartig wachsenden Äste, die bei Fichten in diesem Raum kaum zu finden sind. Stand September 2023 ist der Baum nahezu tot.